# Herbert Krug
Herbert Krug  (Mogúncia, 21 de junho de 1937 - Hochheim am Main, 1 de novembro de 2010) foi um ginete campeão olímpico alemão. Ele ganhou uma medalha de ouro na equipe de adestramento nos Jogos Olímpicos de Verão de 1984 em Los Angeles.